# Škoda Kushaq

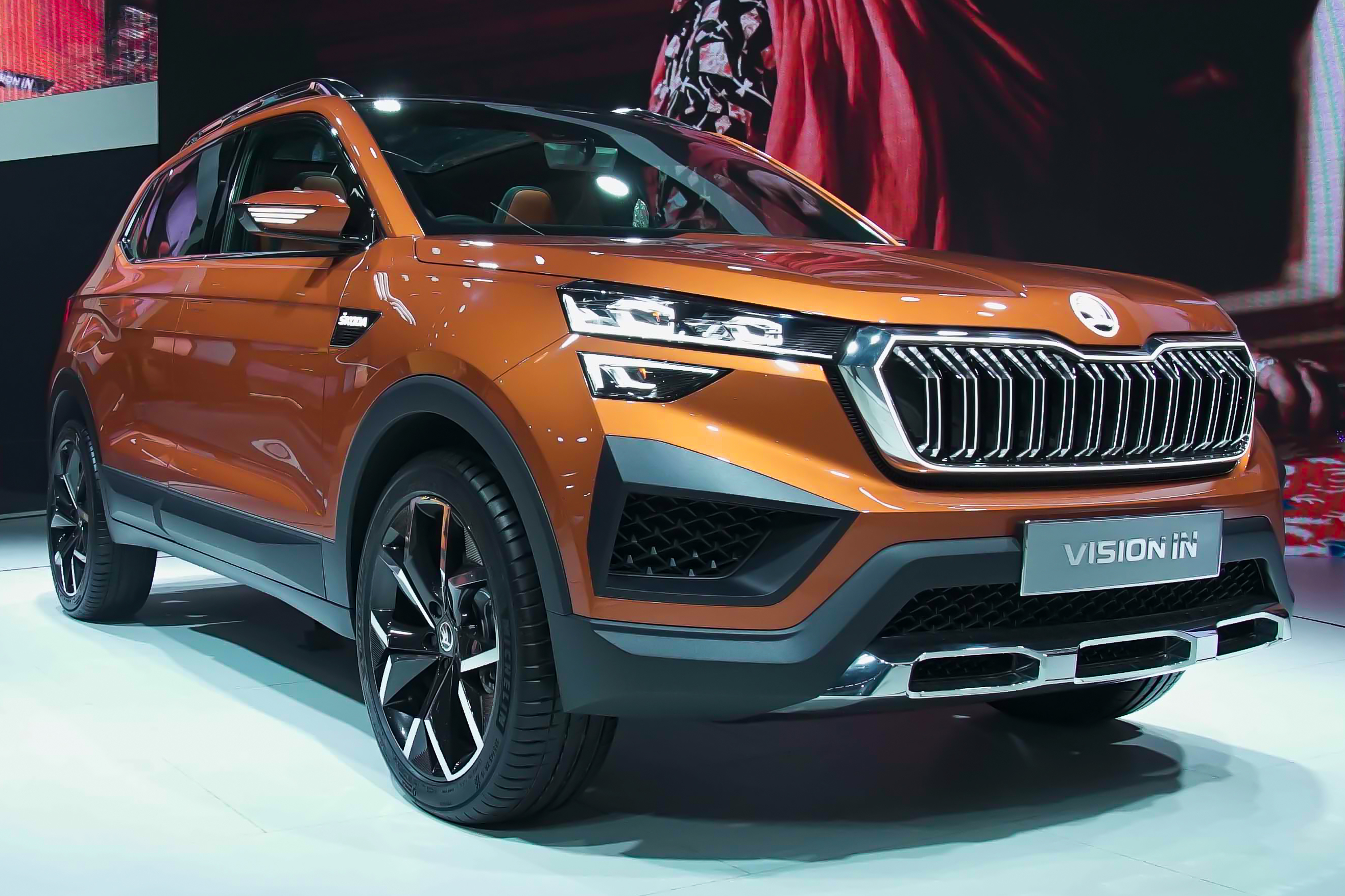
Skoda Vision IN

Škoda Kushaq — субкомпактный кроссовер, выпускаемый чешским производителем Škoda Auto с 18 марта 2021 года на базе немецкой модели Volkswagen T-Cross.

## Описание
Впервые автомобиль Škoda Kushaq был представлен в феврале 2020 года в качестве концепт-кара. Серийно автомобиль производится с 18 марта 2021 года. Автомобиль тесно связан с южнокорейской моделью Hyundai Creta и немецкой Volkswagen Taigun. С мая 2022 года производится версия Škoda Kushaq Monte Carlo.

## Технические характеристики
| Бензиновые двигатели внутреннего сгорания | Бензиновые двигатели внутреннего сгорания | Бензиновые двигатели внутреннего сгорания | Бензиновые двигатели внутреннего сгорания | Бензиновые двигатели внутреннего сгорания |
| Модель                                    | Объём                                     | Мощность                                  | Крутящий момент                           | Трансмиссия                               |
| ----------------------------------------- | ----------------------------------------- | ----------------------------------------- | ----------------------------------------- | ----------------------------------------- |
| 1.0 TSI                                   | 999 cм3 (I3)                              | 115 л. с.                                 | 175 Н*м                                   | 6-скор. МКПП 6-скор. АКПП                 |
| 1.5 TSI                                   | 1498 cм3 (I4)                             | 150 л. с.                                 | 250 Н*м                                   | 6-скор. МКПП 7-скор. DSG                  |